# Eustathe Kamytzès
Eustathe Kamytzès (en grec byzantin : Εὐστάθιος Καμύτζης, vers 1091- après 1118) est un aristocrate et dignitaire provincial de l'Empire byzantin, qui occupe diverses fonctions civiles et militaires sous les règnes d'Alexis Ier Comnène puis de Jean II Comnène.

## Biographie
Les Kamytzès sont une importante famille de propriétaires terriens de la vallée du Méandre, à l'ouest de l'Anatolie. Attestée depuis les années 1030-1050 par un sceau d'un certain Théodore Kamytzès, l'origine de cette famille demeure méconnue. 
Eustathe Kamytzès est mentionné à plusieurs reprises par Anne Comnène dans son Alexiade. Il s'agit d'un homme grand et d'une certaine corpulence. En 1091-1092, il aide Grégoire Gabras, le fils de Théodore Gabras, à fuir Constantinople, tandis qu'il est lui-même emprisonné dans le cadre d'un complot contre l'empereur Alexis Ier. Toutefois, il retrouve la confiance du souverain, qui le nomme au rang de proèdre et à la fonction de chartulaire. En 1098, il devient stratège. En 1108, il participe aux campagnes contre les Normands en Épire. Entre 1108 et 1113, il aurait servi comme doux (gouverneur militaire) de Chypre. En 1113, il devient doux de Nicée avant d'être fait prisonnier par les Seldjoukides lors d'une campagne militaire qui se conclut par la fuite de l'essentiel de son armée, lui-même tenant position avec quelques contingents avant d'être submergés. Selon Anne Comnène, il aurait été mis à bas de sa monture mais aurait continué à sa battre contre un arbre, avant d'être contraint à la reddition. Néanmoins, il s'échappe en profitant d'une attaque byzantine contre ses gardes. Il rejoint alors l'armée impériale vers Constantinople.
Là, il reçoit la dignité de sébaste, peut-être en récompense de sa bravoure militaire. Un tel titre, conféré aux proches de l'empereur, fait de lui un membre du cercle resserré de l'élite byzantine. A la mort d'Alexis en 1118, il conserve une place élevée dans l'administration de Jean II Comnène. Il meurt à une date inconnue, vraisemblablement avant 1136. Jean II lui rend hommage en faisant commémorer son nom dans différentes prières.

## Famille
Il existe peu d'informations à propos de la famille d'Eustathe Kamytzès. Il a probablement eu un fils, du nom de Constantin Kamytzès, dont le mariage avec Marie Ange Comnène scelle la place désormais prépondérante de la famille Kamytzès dans l'élite byzantine. En effet, Marie Comnène, nièce de Jean II, est la fille de Constantin Ange et de la princesse porphyrogénète Théodora Comnène Angelina, faisant d'elle l'un des meilleurs partis de l'Empire. S'il est effectivement le père de Constantin Kamytzès, il serait alors le grand-père de Manuel Kamytzès, dignitaire de premier plan dans l'Empire de la fin du XIIe siècle.

## Sources
- Anne Comnène (trad. Bernard Leib), L'Alexiade, Paris, Les Belles lettres, 2006 (ISBN 978-2-251-32219-3).
- (en) Andreas Gkoutzioukostas et Alexandra-Kyriaki Wassiliou-Seibt, « The Origin and the Members of the Kamytzes Family. A Contribution to Byzantine Prosopography », Dumbarton Oaks Papers, vol. 72,‎ 2018, p. 169-180 (JSTOR 26892568)